# Necronomicon Simon

Le « Necronomicon Simon » est une édition commerciale de 1977 du Necronomicon, un grimoire fictif inventé par H. P. Lovecraft. C'est l'édition qui rencontra le plus de succès et elle est toujours rééditée,. Ce texte est également le premier à s'éloigner du simple hommage littéraire à Lovecraft en versant dans l'occultisme, par une tentative de création d'un ensemble de rituels magiques.

## Livre
Le « Necronomicon Simon » fut publié par la librairie ésotérique new-yorkaise The Warlock Shop, devenue ensuite The Magickal Childe Bookshop. Selon la légende de la publication, la traduction du Necronomicon serait l'œuvre de « Simon » qui publia aussi chez le même éditeur un Necronomicon Report (en 1981) puis un Necronomicon Spellbook (en 1987). Deux autres publications du même auteur sur le même thème étaient annoncées pour 1992, mais la mort du propriétaire de la boutique, Herman Slater, a stoppé toutes les parutions (voir rédactions),. 
Trois origines légendaires sont évoquées pour ce Necronomicon. Dans la première, un moine d'origine inconnue aurait donné le manuscrit original à « Simon » qui aurait été un espion, spécialiste de la traduction de manuscrits anciens. Dans une autre version, un inconnu serait venu apporter le manuscrit à « Simon » et à la librairie afin qu'il fût traduit,. 
Une troisième version, plus complète, est donnée dans l'introduction du Necronomicon Spellbook. « Simon » serait un évêque orthodoxe grec chargé des pauvres de New York. Il serait cependant renommé pour sa grande connaissance des langues anciennes et rares. Au printemps 1972, deux moines orthodoxes seraient venus lui apporter un Necronomicon manuscrit du IXe siècle, donc une traduction grecque plus ancienne que celle de Philetas. Ils en auraient fait l'acquisition lors d'un de leurs nombreux vols dans les bibliothèques et collections aux États-Unis. Ils se seraient faits prendre peu de temps après. Toujours dans un mélange du vrai et du faux, deux moines de l'Église grecque-catholique roumaine furent appréhendés en mars 1973 pour avoir volé des atlas des XVIe et XVIIe siècles dans diverses bibliothèques universitaires des États-Unis. Les deux véritables voleurs ont aidé les autorités à retrouver les livres qu'ils avaient revendus et aucun Necronomicon ne s'y trouvait,,. L'ouvrage publié est supposé être une traduction. Se pose alors la question de l'endroit où se trouverait le « manuscrit original ». Elle est évoquée page lI de l'introduction. Les éditeurs ne peuvent laisser quiconque y avoir accès, car le manuscrit ne leur appartient pas et ils n'ont été autorisés qu'à le traduire et le publier, pas l'exposer. Ils refusent aussi d'avoir à montrer l'original à tous les magiciens amateurs qui rateraient leurs rituels et voudraient vérifier que l'erreur vient de la publication du manuscrit et non d'eux-mêmes. Enfin, le manuscrit original étant dangereux, ils ne peuvent laisser trop de personnes entrer en contact physique avec. Selon les éditeurs, de nombreux incidents se seraient déjà produits comme des attaques de rats ou de poltergeists. En décembre 1977, une première édition limitée fut publiée à 666 exemplaires reliés cuir, suivie d'une édition limitée à 1 275 exemplaires reliés tissu, puis 3 333 exemplaires normaux. La version poche parut en 1980,. 

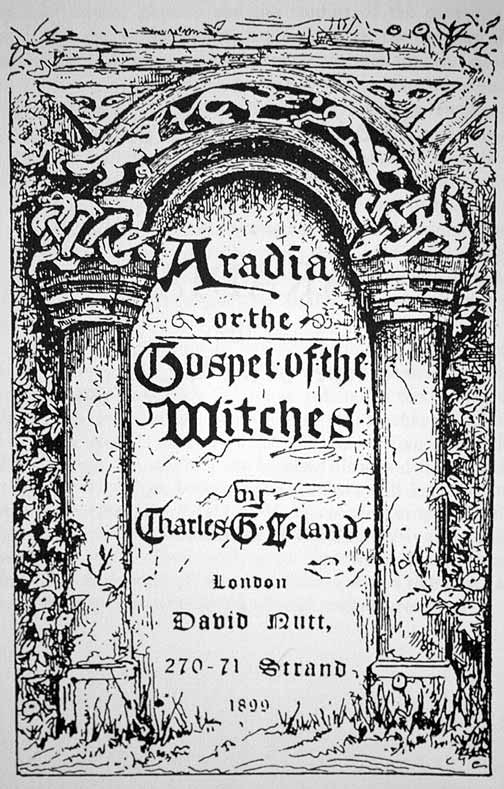
Frontispice de l'édition originale de l’Aradia.

L'identité de « Simon » est rapidement révélée quand on recherche à qui sont versés les droits d'auteur de l'ouvrage. Deux personnes émergent alors, Herman Slater lui-même, ainsi que Peter Levenda (qui reçoit 50 % des droits). Quand il est interrogé, ce dernier explique qu'il s'est surtout chargé de la traduction des tentatives de translittérations grecques des mots babyloniens et sumériens du manuscrit original,.
En fait, toute une équipe liée à la librairie travailla à la réalisation de ce Necronomicon,,. Ainsi, le dessinateur Khem Caigan illustra l'ouvrage en élaborant à partir des ébauches qui lui étaient confiées. Si ce Necronomicon était l'édition moderne d'un grimoire de magie, il serait étonnant que les éditeurs laissent un dessinateur arranger comme il le souhaite les diagrammes magiques.
En 1998, un témoin de l'époque (qui garda l'anonymat, se faisant appeler « Nestor ») raconta la genèse du « Necronomicon Simon », au cours d'une des nombreuses soirées très arrosées à la librairie The Warlock Shop. Eddie Buczynski aurait évoqué Lovecraft un soir où était présent un membre de l'Ordo Templi Orientis, « Simon Peter » un « magicien cérémoniel », mais aussi Leo Martello (en), Herman Slater ou Peter Levenda. La discussion glissa alors jusqu'au Necronomicon et l'idée germa d'en compiler un à partir des connaissances des personnes présentes, tirées des écrits de la Golden Dawn, de l’Aradia, or the Gospel of the Witches de Charles Leland, des travaux de Samuel Noah Kramer sur la civilisation sumérienne, du Livre des morts des Anciens Égyptiens ou du Le livre d'Abramelin le Mage. Ceux qui s'y connaissaient en magie rituelle décidèrent de truffer l'ouvrage d'erreurs pour le rendre « inoffensif », voire pour l'utiliser pour trier ceux qui verraient les erreurs, et les autres. Très vite, la rumeur se propagea que la maison d'éditions, sérieuse, The Warlock Shop, connue pour avoir réédité John Dee ou Gerald Gardner allait sortir un Necronomicon. Il semblerait que Slater ait alors tenté d'en profiter en sortant le livre le plus vite possible, à la surprise des autres fêtards, voyant aussi dans ce canular un moyen de gagner de l'argent.
Les principales sources de la rédaction du « Necronomicon Simon » sont divers textes mythologiques et magiques de Mésopotamie. Les divinités de la civilisation sumérienne sont rapprochées des « Grands Anciens » (comme « Kutulu ») et des « Dieux Très Anciens ». La magie décrite serait un moyen pour les humains d'influer sur leur conflit immémorial. Ainsi, après purification, le magicien pourrait franchir des « Portes » le menant aux domaines de ces divinités. En les franchissant les unes après les autres, son pouvoir croîtrait. D'autres sorts décrits ont des applications plus immédiates, comme celui augmentant les capacités sexuelles. L'ouvrage comprend plusieurs parties. La première est intitulée « Le témoignage de l'Arabe fou », un berger qui a vu une cérémonie en l'hommage d'un « Grand Ancien ». Les parties suivantes expliquent le passage des « Portes ». Ensuite, on trouve des listes de sorts ; une liste des épiclèses du dieu Marduk et leur usage magique ; deux récits mythologiques liés à Marduk et Inanna ; le « texte Urilia » revient aux démons de type « Grands Anciens » ; le dernier chapitre revient au témoignage de l'Arabe fou qui essaie de donner le maximum d'informations avant d'être attaqué par les démons. Le chapitre s'arrête sur une phrase inachevée,.
Cependant, bien que le « Necronomicon Simon » se réclame de la magie de la civilisation sumérienne, les divinités sont plus proches de leur version babylonienne plus récente.
De même, les entités empruntées à Lovecraft sont incluses dans un affrontement très judéo-chrétien du Bien contre le Mal, en cela analogue au concept du mythe de Cthulhu développé dans les récits de fiction de l'écrivain catholique August Derleth. Originellement, dans son œuvre littéraire d'horreur cosmique, Lovecraft dépeint ses créatures comme des êtres extra-terrestres surpuissants et indifférents à l'humanité, bien que certains mortels les confondent avec des divinités en leur rendant un culte.
Enfin, une partie des textes des sorts est recopiée d'ouvrages anciens (parfois du XIXe siècle) sur la Mésopotamie, jusqu'aux erreurs de traduction d'alors. L'ensemble est cependant suffisamment morbide et dérangeant pour avoir rencontré un véritable succès en tant que Necronomicon crédible.
En 1980, parut à Berlin Das Necronomicon, en fait une traduction (plagiat puisque sans attribution) en allemand du « Necronomicon Simon » à laquelle avait été ajoutée une traduction du grimoire latin médiéval Goétie consacré à l'invocation des démons. La courte introduction précise que le manuscrit crypté aurait été découvert dans les papiers de l'occultiste Gregor A. Gregorius (pseudonyme d'Eugen Grosche, fondateur de la Fraternitas Saturni). Cependant, Grosche est mort en 1964.